# العبرين (الحيمة الداخلية)

تعديل مصدري - تعديل

العبرين هي إحدى قرى عزلة بني الحذيفي بمديرية الحيمة الداخلية التابعة لمحافظة صنعاء، بلغ تعداد سكانها 94 نسمة حسب تعداد اليمن لعام 2004.